# 076号線 (チェコ)
チェコ国鉄076号線、別名ムラダー・ボレスラフ～ムニェルニーク線（チェコ語;Železniční trať Mladá Boleslav – Mělník）は、チェコ国鉄の鉄道線の名称である。
1897年、ムニェルニーク～ムシェノ間がオーストリア北西部鉄道、ムシェノ～スカルスコ間がチェコ北部鉄道によって開業した。1905年、残りの区間、スカルスコ～ムラダー・ボレスラフ間が開業して全線開通した。2015年度から2022年度まで、ムシェノ以東の路線番号が064であった。

## 運行形態[2]

### 特急「リフリーク(R)」
- ココルジーンスキー・リフリーク号：　プラハ - ムニェルニーク - ムシェノ　【春・夏の土曜・休日運行】
旧型気動車を用いて、季節限定で一日1往復が運行されている。ムニェルニーク以西は072号線、070号線に直通する。
2016年は快速として運行していて、愛称名もココルジーンスキー・モトラーチェクであった。年6日の運行で、064号線のイチーンまで直通していた。
2017年は、年7日運行し、カニナを通過していた。2018年以降現在の列車種別・愛称名・運行形態となる。

### 普通
- ムニェルニーク - ムシェノ - ボレスラフ - ボレスラフ町 ( - ロムニツェ)　【金・土・日曜運行】
春・夏は、金曜日一日1.5往復（1往復と、双方向からのムシェノ止まりが1本ずつ）、休日2時間に1本の運行。休日の秋・冬は、一日4.5往復（ムシェノ以西は4往復）の運行。多くが064号線に直通し、西行はほとんどがボレスラフ町始発であるが、東行は多くがムラヂェヨフ方面に直通する。
過去の運行形態
2017年以前は通年運行で、一日あたり平日7往復、休日6往復の運行であった。ムシェノ以南は一日9往復の運行で、064号線に直通するのは平日3往復、休日4-6往復であった。また、ムラダー・ボレスラフ本駅を経由しない便も2本あった。
2018-21年度は2時間に1本運行していた。
2022年度より本数が削減され、平日は一日4往復、休日は春・夏に2時間に1本、秋・冬はムシェノ以東に限り週1往復の運行となった。064号線への直通は平日2往復、土曜日1本となった。ムラダー・ボレスラフ本駅を経由しない便は、平日1本、夏季休日2本に削減された。
2023年度より、ムラダー・ボレスラフ本駅を経由しない便は、平日の片道1本のみとなった。
2024年度より、金曜日の1.5往復を除き、平日の運行が取りやめられた。一方、休日の秋・冬は一日4.5往復（ムシェノ以西は4往復）に増発された。また、東行の多くが064号線直通となった。

### 臨時列車
- プラハ - ムシェノ間特急
蒸気機関車。年1日のみ、ブラニーク/ヴルショヴィツェ - プラハ本駅 - ムニェルニーク - ムシェノ間に1往復運行する。ムニェルニーク以西は072号線に直通する。076号線内は、快速ココルジーンスキー・モトラーチェク号と同じ停車駅で運行する。

### 過去の運行系統
- 快速「スピェシニー(Sp)」
プラハ - ムニェルニーク - ムシェノ間に、年7日運行の「ココルジーンスキー・モトラーチェク号」と、夏季の土曜日運行の「ココルジーンスコ号」が運行していた。ムニェルニーク以西は072号線、070号線に乗り入れていた。停車駅は現在の特急とほぼ同じだが、前者はカニナを通過し、後者はネブジェリにも停車していた。2018年度は、特急に格上げして運行する予定。

## 駅一覧
以下では、チェコ国鉄076号線の駅と営業キロ、停車列車、接続路線などを一覧表で示す。
- 種別
  - R：特急
  - Os：普通
- 停車駅
  - ■印：全列車停車
  - ●印：一部通過
  - ○印：一部停車
  - ｜印：全列車通過

| 路線名 | 駅名                                         | 駅間営業キロ | 累計営業キロ           | 累計営業キロ      | 累計営業キロ        | R  | Os | 接続路線 | 所在地         | 所在地                 |
| ------ | -------------------------------------------- | ------------ | ---------------------- | ----------------- | ------------------- | -- | -- | --- | -------------- | ---------------------- |
| 076    | ムニェルニーク駅                             |              | ムニェルニークから 0.0 | ムシェノから 23.7 | スカルスコから 34.2 | ■  | ■  | 072号線（コリーン方面、ウースチー方面）                                                                                | 中央ボヘミア州 | ムニェルニーク郡       |
| 076    | ヴェルキー・ボレク駅                         | 1.9          | 1.9                    | 21.8              | 32.3                | ｜ | ■  | | 中央ボヘミア州 | ムニェルニーク郡       |
| 076    | ムニェルニツカー・ヴルチツェ駅               | 2.3          | 4.2                    | 19.5              | 30.0                | ｜ | ■  | | 中央ボヘミア州 | ムニェルニーク郡       |
| 076    | フレツェベ駅                                 | 3.8          | 8.0                    | 15.7              | 26.2                | ｜ | ■  | | 中央ボヘミア州 | ムニェルニーク郡       |
| 076    | ルホトカ・ウ・ムニェルニーカ停留所           | 1.5          | 9.5                    | 14.2              | 24.7                | ｜ | ■  | | 中央ボヘミア州 | ムニェルニーク郡       |
| 076    | ルホトカ・ウ・ムニェルニーカ駅               | 1.2          | 10.7                   | 13.0              | 23.5                | ■  | ■  | | 中央ボヘミア州 | ムニェルニーク郡       |
| 076    | ネブジェリ駅                                 | 4.5          | 15.2                   | 8.5               | 19.0                | ｜ | ■  | | 中央ボヘミア州 | ムニェルニーク郡       |
| 076    | ジヴォニーン駅                               | 2.1          | 17.3                   | 6.4               | 16.9                | ｜ | ■  | | 中央ボヘミア州 | ムニェルニーク郡       |
| 076    | カニナ駅                                     | 3.1          | 20.4                   | 3.3               | 13.8                | ■  | ■  | | 中央ボヘミア州 | ムニェルニーク郡       |
| 076    | ムシェノ駅                                   | 3.3          | 23.7                   | 0.0               | 10.5                | ■  | ■  | | 中央ボヘミア州 | ムニェルニーク郡       |
| 076    | スクラモウシ駅                               | 2.3          | 26.0                   | 2.3               | 8.2                 |    | ■  | | 中央ボヘミア州 | ムニェルニーク郡       |
| 076    | ヴラートノ駅                                 | 2.1          | 28.1                   | 4.4               | 6.1                 |    | ■  | | 中央ボヘミア州 | ムラダー・ボレスラフ郡 |
| 076    | トルノヴァー駅                               | 3.0          | 31.1                   | 7.4               | 3.1                 |    | ■  | | 中央ボヘミア州 | ムラダー・ボレスラフ郡 |
| 076    | スドムニェルジ・ウ・ムラデー・ボレスラヴィ駅 | 2.1          | 33.2                   | 9.5               | 1.0                 |    | ■  | | 中央ボヘミア州 | ムラダー・ボレスラフ郡 |
| 076    | スカルスコ駅                                 | 1.0          | 34.2                   | 10.5              | 0.0                 |    | ■  | | 中央ボヘミア州 | ムラダー・ボレスラフ郡 |
| 076    | カトゥシツェ駅                               | 3.2          | 37.4                   | 13.7              | 3.2                 |    | ■  | | 中央ボヘミア州 | ムラダー・ボレスラフ郡 |
| 076    | リーニ駅                                     | 2.5          | 39.9                   | 16.2              | 5.7                 |    | ■  | | 中央ボヘミア州 | ムラダー・ボレスラフ郡 |
| 076    | ブコヴノ駅                                   | 1.7          | 41.6                   | 17.9              | 7.4                 |    | ■  | | 中央ボヘミア州 | ムラダー・ボレスラフ郡 |
| 076    | ムラダー・ボレスラフ本駅                     | 6.5          | 48.1                   | 24.4              | 13.9                |    | ■  | 062号線（ニンブルク方面）、064号線（ムラヂェヨフ方面） 070号線（プラハ方面、トゥルノフ方面） 080号線（ルンブルク方面） | 中央ボヘミア州 | ムラダー・ボレスラフ郡 |